# Acalyptratae
Acalyptratae là một phân nhánh của Schizophora, thường được gọi là acalyptrate muscoids (hay acalyptrates). Đây là một tập hợp rất lớn, biểu hiện các môi trường sống đa dạng.

## Phân loại
- Phân nhánh Acalyptratae
  - Liên họ Conopoidea
    - Conopidae

  - Liên họ Tephritoidea
    - Lonchaeidae
    - Pallopteridae
    - Piophilidae
    - Platystomatidae
    - Pyrgotidae
    - Richardiidae
    - Tephritidae
    - Ulidiidae

  - Liên họ Nerioidea
    - Cypselosomatidae
    - Micropezidae
    - Neriidae

  - Liên họ Diopsoidea
    - Diopsidae
    - Gobryidae
    - Megamerinidae
    - Nothybidae
    - Psilidae
    - Somatiidae
    - Syringogastridae
    - Strongylophthalmyiidae
    - Tanypezidae

  - Liên họ Sciomyzoidea
    - Coelopidae
    - Dryomyzidae

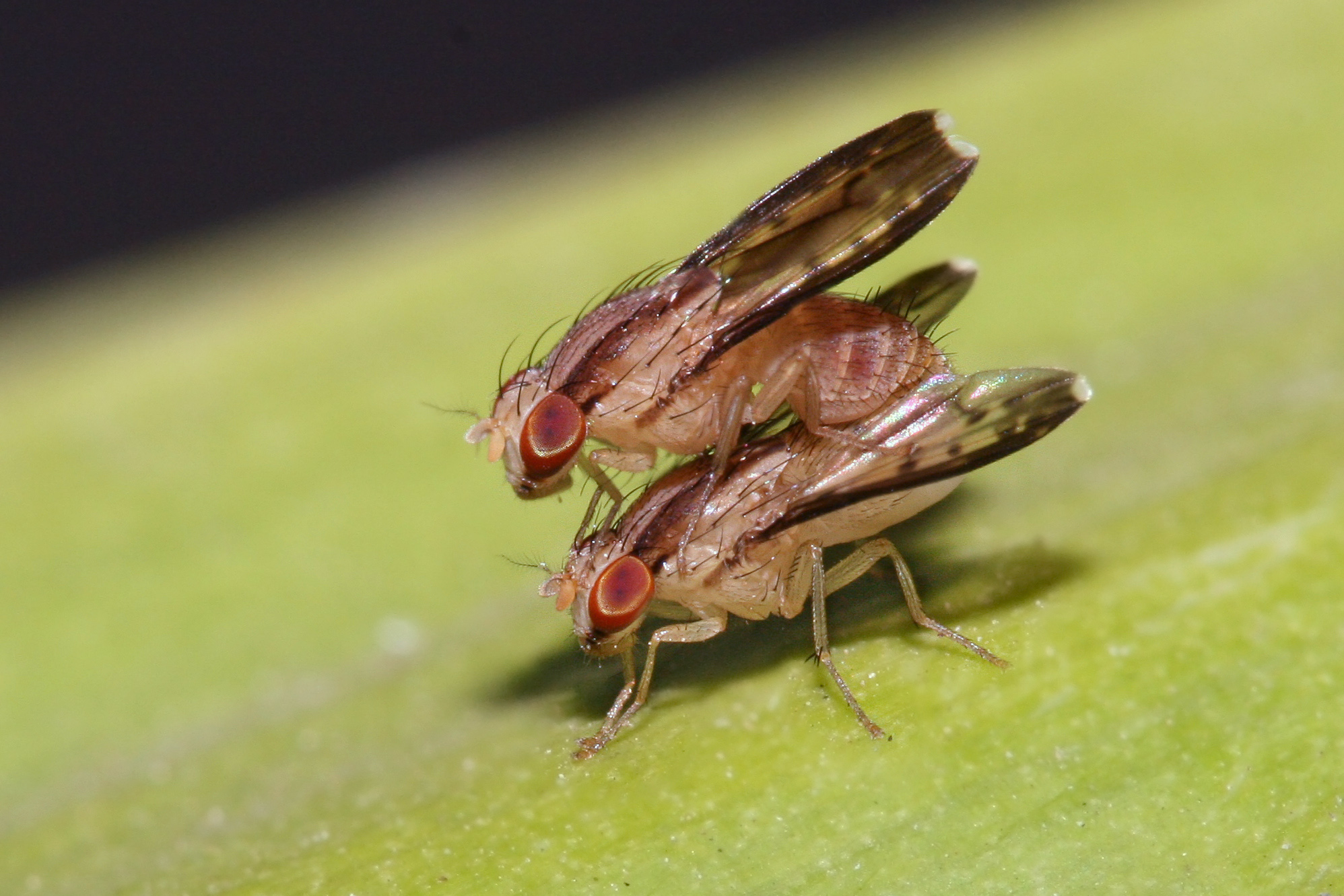
Mating Homoneura sp flies

    - Helosciomyzidae (đôi khi trong họ Sciomyzidae)
    - Heterocheilidae
    - Ropalomeridae
    - Sepsidae
    - Sciomyzidae (bao gồm Huttoninidae, Phaeomyiidae, Tetanoceridae)

  - Liên họ Sphaeroceroidea
    - Chyromyidae
    - Heleomyzidae
    - Nannodastiidae
    - Sphaeroceridae

  - Liên họ Lauxanioidea
    - Celyphidae
    - Chamaemyiidae
    - Eurychoromyiidae
    - Lauxaniidae

  - Liên họ Opomyzoidea
    - Agromyzidae
    - Anthomyzidae
    - Asteiidae
    - Aulacigastridae
    - Clusiidae
    - Fergusoninidae
    - Marginidae
    - Neminidae
    - Neurochaetidae
    - Odiniidae
    - Opomyzidae
    - Periscelididae
    - Teratomyzidae
    - Xenasteiidae

  - Liên họ Ephydroidea
    - Camillidae
    - Curtonotidae
    - Diastatidae
    - Ephydridae
    - Drosophilidae

  - Liên họ Carnoidea
    - Acartophthalmidae
    - Australimyzidae
    - Braulidae
    - Canacidae
    - Carnidae
    - Chloropidae
    - Cryptochetidae
    - Inbiomyiidae
    - Milichiidae
    - Tethinidae

  - Acalyptratae Incertae Sedis
    - Ctenostylidae

## Hình ảnh

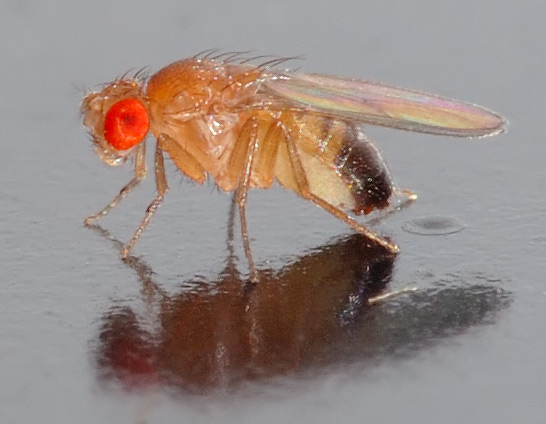
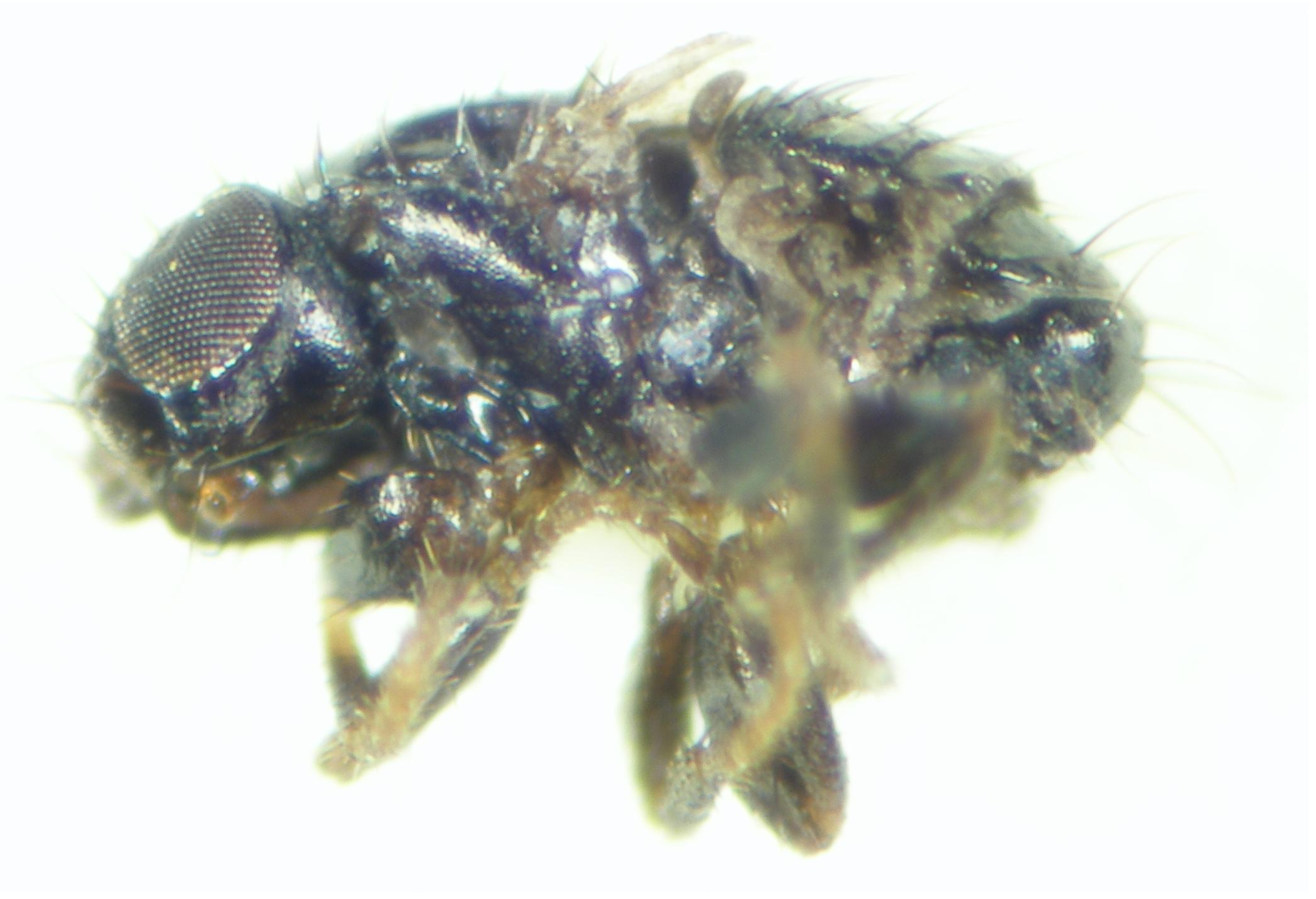
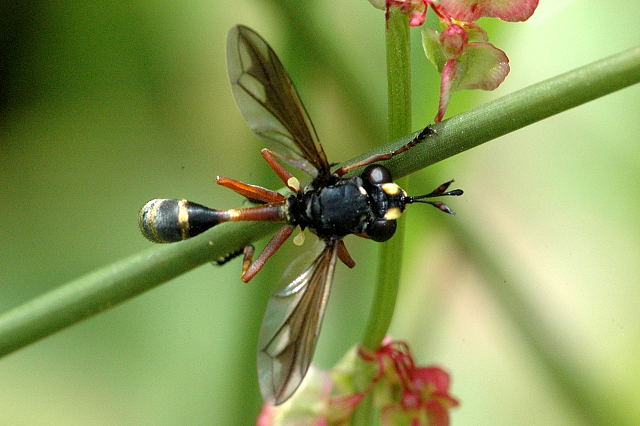
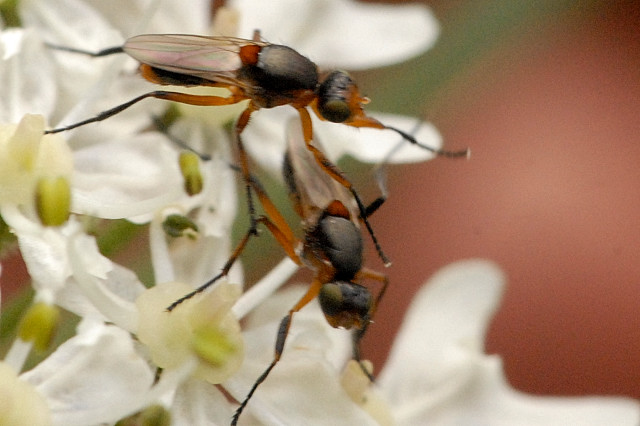
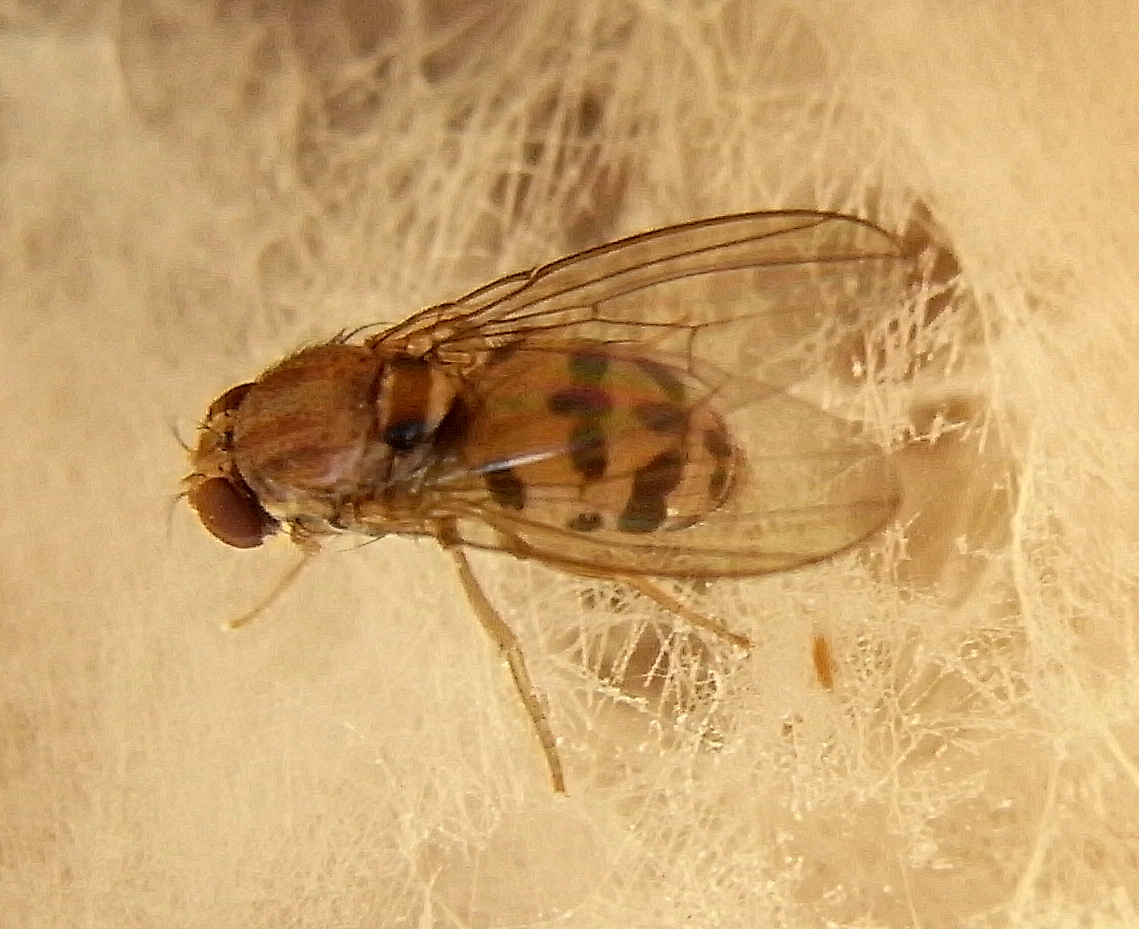
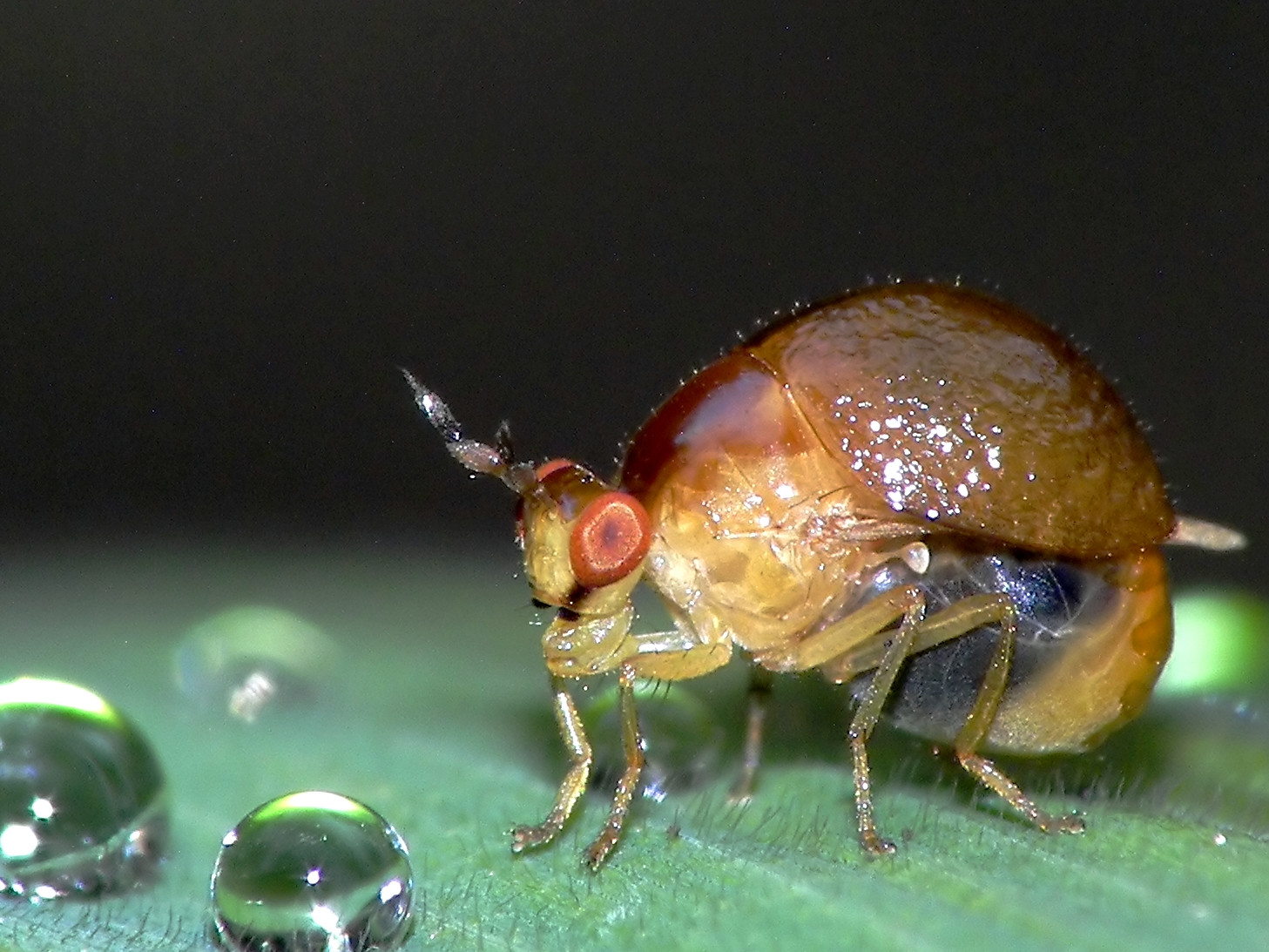
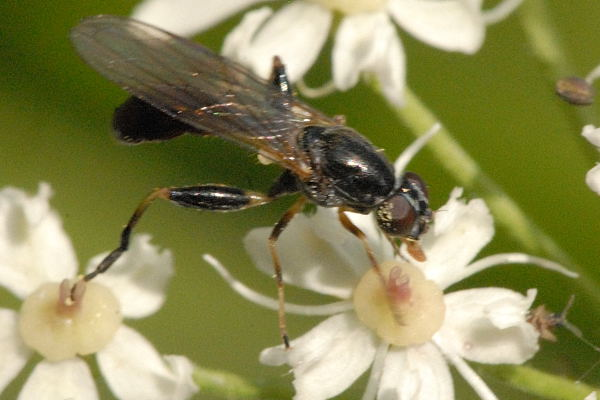
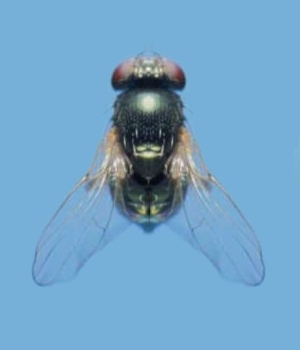